# Finn Királyság (1918)
A Finn Királyság (finnül: Suomen kuningaskunta, svédül: Konungariket Finland) egy rövid életű történelmi állam volt, melyet Finnország függetlenségének deklarálását követően kiáltottak ki. Uralkodónak a német Frigyes Károly hessen–kasseli herceget választották, azonban a központi hatalmak első világháborús vereségének és a Német Birodalom széthullásának következtében trónját nem foglalhatta el.

## Története

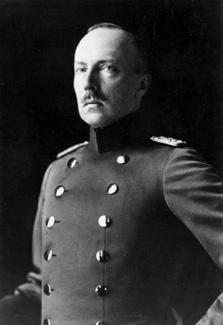
Finnország választott királya, Frigyes Károly hessen-kasseli herceg

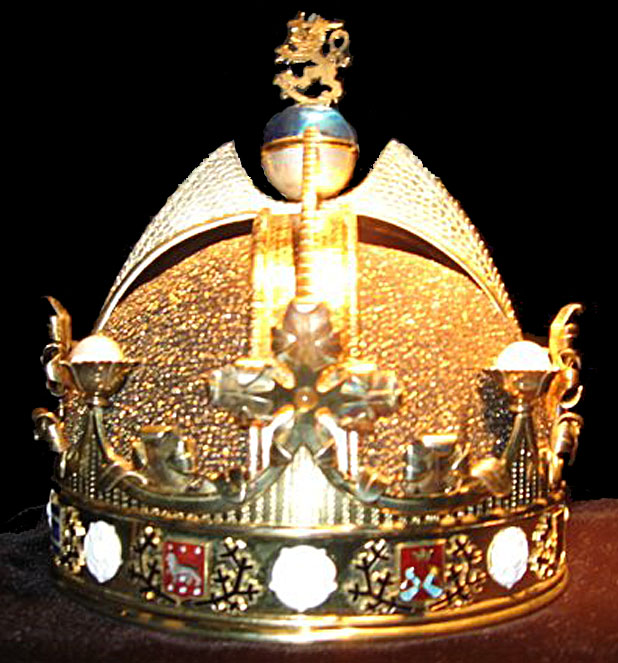
Koronareplika a finn király számára tervezett uralkodói fejdísz vázlatai alapján (a valódi korona sohasem készült el)

1917 februárjában a cári rendszer összeomlása és a Péterváron megalakuló Ideiglenes Kormány létrejötte Finnországban is politikai változásokat okozott, és a függetlenségpártiak támogatottsága és ereje megnőtt, melynek eredménye lett, hogy az 1917-es októberi szocialista hatalomátvételt követően a vezető finn politikusok 1917. december 6-án független országnak kiáltották ki Finnországot és bejelentették elszakadását Oroszországtól. Az ország jövendő államformája azonban nem volt teljesen tisztázva. A szenátus által az államformáról szóló előterjesztés, mely a függetlenségi nyilatkozattal együtt lett az országgyűlés elé terjesztve köztársasági lett, ugyanakkor a monarchikus államformának is számos támogatója akadt, akik ekkor még lényeges kisebbségben voltak a nemzetgyűlésben.
A monarchia támogatóinak száma elsősorban a finn polgárháborút követően emelkedett meg, a németek által támogatott fehérek (valkoiset) és a Szovjet-Oroszország által támogatott vörösök (punaiset) 1918 januárja és májusa között vívott véres harcából előbbiek kerekedtek ki győztesen. A finnek többsége egy olyan erős kormányzati formára vágyott, mely képes gátat szabni és ellehetetleníteni a jövőbeli újabb baloldali forradalmi próbálkozásokat, a vörösök lázadásában közvetlenül vagy közvetetten részt vevő szocialista képviselők többségének távolmaradása miatt pedig a parlamentben is többségbe kerültek a monarchista érzelmű politikusok.
Az ország államformájáról szóló előterjesztés, melyet még a függetlenség kikiáltását követően nyújtottak be az országgyűlés elé a polgárháborús események következtében nem került megvitatásra, így a helyzetet a konzervatív erők úgy értékelték, hogy továbbra is a III. Gusztáv svéd király által 1772-ben kiadott (és 1809-ben I. Sándor orosz cár által is megerősített) alkotmány van érvényben. Ennek értelmében az 1917. december 6-án kiadott, a függetlenséget kihirdető okiratot is csak egy előzetes nyilatkozatnak lehet tekinteni, az alkotmány által a koronás fő számára biztosított jogokkal az új uralkodó megválasztásáig egy kormányzót kell felruházni.
A kormányzó tisztjére Pehr Evind Svinhufvudot választották meg, a miniszterelnöke pedig Juho Kusti Paasikivi (1946-56 között hazája elnöke) lett, akik a kormány többi tagjával együtt mind monarchisták voltak, de a parlamenti többség ellenére az alkotmányos monarchiáról benyújtott két javaslat egyike sem kapta meg az elfogadáshoz szükséges öthatodos többséget. Másik égető kérdés az uralkodó személyének megtalálása és a királyválasztás megszervezése volt. Az ekkor már a kelet-európai orosz hegemóniát felváltó német érdekszféra döntően meghatározta a politikai tapogatások irányvonalát, és az új király személyét a német udvarban keresték. A kiszemelt jelölt II. Vilmos császár fia, Oszkár porosz királyi herceg volt, a kormányzó személyesen is közbenjárt a császárnál, de sikertelenül. Ennek ellenére a német politikai vezetők is kifejezték szándékukat, hogy támogatnák Finnország monarchiává válását, mint a finn–német kapcsolatok szorosabbra vételének egy állomását. A finn országgyűlés végül a hessen–kasseli herceget, Frigyes Károlyt kérte fel a Finn Királyság trónjára.
Hamarosan azonban a világpolitikai folyamatok következtében a tervek meghiúsultak. 1918. november 9-én II. Vilmos császár a nyugati fronton végbemenő antant előrenyomulás és a hátországban kitörő forradalmi megmozdulások hatására lemondásra kényszerült és Németországban kikiáltották a köztársaságot. November 11-én megkötötték a compiègne-i fegyverszünetet, melynek értelmében a harci cselekmények befejeződtek és a háború véget ért. A kormányzó, Svinhufvud a német vereséget látva reálisan felmérte a helyzetet és politikailag az antant hatalmakhoz igyekezett közeledni. Megbízásából a fehér erők volt vezetője, Carl Gustaf Emil von Mannerheim tábornok Nagy-Britanniába, majd Franciaországba utazott a diplomáciai kapcsolatok kiépítésének céljából. Az ország területét hamarosan elhagyták a német katonai egységek, a választott uralkodó, Károly Frigyes pedig a kedvezőtlen aktuálpolitikai helyzet miatt 1918. december 14-én lemondott a finn királyi címéről. Az uralkodó lemondását hamarosan Svinhufvud is követte, a kormányzói székbe Mannerheim került, a parlamentet feloszlatták, a kormány tagjai kicserélődtek és hamarosan választásokra került sor. Az új országgyűlés a szociáldemokraták és a köztársaság-párti Agrárpárt (a mai Finn Centrumpárt) megerősödését hozta, a monarchista erők háttérbe szorultak és 1919. július 17-én döntés született a köztársasági államforma elfogadásáról.